# 용연초등학교 (경기)
용연초등학교는 대한민국 경기도 파주시에 있는 공립 초등학교이다.

## 학교 연혁
- 1949년 4월 1일 - 파평초등학교 파산분교로 개교
- 1958년 2월 28일 - 파산국민학교로 승격(6학급)
- 1959년 3월 19일 - 제1회 졸업식 거행
- 1966년 7월 15일 - 용연국민학교로 교명 개명
- 1981년 3월 10일 - 병설유치원 개원
- 1996년 3월 1일 - 용연초등학교로 교명 개명
- 2006년 3월 1일 - 일반학급 6학급, 특수학급 1학급 편성
- 2014년 9월 1일 - 제18대 김일두 교장선생님 부임
- 2015년 2월 12일 - 제57회 졸업
- 2017년 9월 1일 - 제19대 김동철 교장선생님 부임

## 학교 상징
- 교목(校木) - 향나무
- 교화(敎化) - 개나리

## 참고 자료
- 용연초등학교 - 한국교육학술정보원 학교알리미